# Efraín Álvarez
Efraín Álvarez (ur. 19 czerwca 2002 w Los Angeles) – meksykański piłkarz z obywatelstwem amerykańskim występujący na pozycji skrzydłowego lub ofensywnego pomocnika, reprezentant Meksyku, od 2023 roku zawodnik Tijuany.
Jest synem meksykańskich imigrantów: jego ojciec pochodzi ze stanu Jalisco, a matka z Zacatecas. Jego starszy brat Carlos Alvarez również był piłkarzem.
W wieku 15 lat, jednego miesiąca i 14 dni podpisał profesjonalny kontrakt z rezerwami Los Angeles Galaxy, zostając najmłodszym piłkarzem w historii ligi USL Championship (pobił rekord należący do Alphonso Daviesa). Następnie został najmłodszym zawodnikiem, który rozegrał mecz w USL.